# Brown Willy
Brown Willy est un sommet du Royaume-Uni culminant à 420 mètres d'altitude dans les Cornouailles, dont il constitue le point culminant, en Angleterre. C'est également le plus haut sommet du Bodmin Moor.